# MLB.com
MLB.com est le site Internet officiel de la Ligue majeure de baseball détenu par la société MLB Advanced Media. L'acronyme « MLB » réfère à Major League Baseball.
Le site, lancé en 2001, publie de l'information concernant le baseball en général, mais plus particulièrement sur les activités des deux circuits qui font partie des ligues majeures, la Ligue américaine et la Ligue nationale. On y retrouve les résultats et les sommaires des matchs, les statistiques individuelles et celles relatives aux 30 équipes en activité, les plus récentes nouvelles concernant ce sport et de l'information complète sur les règlements de la ligue.
MLB.com propose aussi un service payant (MLB.tv) permettant aux abonnés de visionner les matchs. La marchandise officielle des Ligues majeures de baseball est aussi en vente sur le site.
Le site est rédigé en anglais, en espagnol, en japonais, en chinois traditionnel et en chinois simplifié.
Le portail Internet précédent des Ligues majeures se trouvait à l'adresse majorleaguebaseball.com. En 2000, les ligues majeures en sont venues à un accord avec la firme d'avocats Morgan, Lewis & Bockius, propriétaire depuis 1994 du nom de domaine MLB.com, et le site de baseball fut déménagé à son adresse actuelle.